# Sequim
Sequim (pronunciado sqwim) es una ciudad ubicada en el condado de Clallam, estado de Washington, Estados Unidos. Tiene una población estimada, a mediados de 2022, de 8319 habitantes.

## Geografía
La localidad está ubicada en las coordenadas 48°4′25″N 123°5′16″O / 48.07361, -123.08778 (48.073688, -123.087809).

## Demografía
Según el censo de 2000, en ese momento los ingresos medios de los hogares de la localidad eran de $27,880 y los ingresos medios de las familias eran de $35,652. Los hombres tenían ingresos medios por $35,160 frente a los $20,347 que percibían las mujeres. Los ingresos per cápita para la localidad eran de $19,253. Alrededor del 13.9% de la población estaba por debajo del umbral de pobreza.
De acuerdo con la estimación 2017-2021 de la Oficina del Censo, los ingresos medios de los hogares de la localidad son de $41,571 y los ingresos medios de las familias son de $57,304. Los ingresos per cápita en los últimos doce meses, medidos en dólares de 2021, son de $30,233. Alrededor del 14.4% de la población está por debajo del umbral de pobreza.